# Drăgăneasca
Drăgăneasca – wieś w Rumunii, w okręgu Giurgiu, w gminie Ulmi. W 2011 roku liczyła 601 mieszkańców.